# Karl Aberle
Karl Aberle est un médecin autrichien né le 6 février 1818 à Salzbourg et mort le 16 mars 1892 à Vienne.

## Biographie
Karl Aberle naît à Salzbourg le 6 février 1818.
Il étudie la médecine à Vienne aux côtés de Carl von Rokitansky, Joseph Škoda et Ferdinand von Hebra. En 1841, il devient docteur en médecine et retourne dans sa ville natale.
En 1852, il est professeur d'anatomie à l'école de chirurgie de Salzbourg. Il insiste pour la création du Musée Carolino-Augusteum et de la Gesellschaft für Salzburger Landeskunde (de).
En 1872, il est le médecin personnel de l'impératrice Karolina Augusta.
Il meurt à Vienne le 16 mars 1892.